# 森山至貴
森山 至貴（もりやま のりたか、1982年 - ）は、日本の社会学者、作曲家。専門はクィア・スタディーズ。早稲田大学文学学術院文化構想学部教授。専門社会調査士。

## 人物

### 社会学者として
神奈川県生まれ。神奈川県立多摩高等学校卒業。2005年3月、東京大学教養学部総合社会学科（相関社会科学分科）卒業。2007年3月に同大学院総合文化研究科国際社会科学専攻（相関社会科学コース）修士課程を修了、2010年3月に同大学院博士後期課程を単位取得満期退学。
2011年、論文「〈わたしたち〉でいることの困難と技法：現代日本におけるゲイ男性のつながりの社会学的考察」で、東京大学より博士（学術）の学位を取得。
2010年4月から明治学院大学、日本女子大学などの非常勤講師。2012年4月から2014年8月、日本学術振興会特別研究員。2014年8月から2016年3月まで、東京大学大学院総合文化研究科（国際社会科学専攻）助教。2016年4月より、早稲田大学文学学術院専任講師、准教授を経て現職。

### 作曲家として
合唱曲の作曲家として活動している。2002年、無伴奏混声合唱のための「青空について」で第13回朝日作曲賞佳作。2007年、無伴奏混声合唱のための「たべもののうた？」で第18回朝日作曲賞佳作。2009年、男声合唱とピアノのための「どうぶつのうた？」で第20回朝日作曲賞佳作。2011年、混声合唱とピアノのための「さよなら、ロレンス」で第22回朝日作曲賞入賞。音楽之友社などからの出版譜がある。

## 著書

### 単著
- 『「ゲイコミュニティ」の社会学』勁草書房、2012年。ISBN　978-4-326-60243-8
- 『LGBTを読みとく：クイア・スタディーズ入門』筑摩書房〈ちくま新書〉、2017年。ISBN　978-4-480-06943-6
- 『10代から知っておきたい あなたを閉じ込める「ずるい言葉」』WAVE出版、2020年。ISBN　978-4-86621-303-3
- 『10代から知っておきたい 女性を閉じこめる「ずるい言葉」』WAVE出版、2023年。ISBN　978-4-86621-443-6
- 『「ふつうのLGBT」像に抗して：「なじめなさ」「なじんだつもり」から考える』青土社、2024年。ISBN　978-4-7917-7684-9

### 共著
- （能町みね子）『慣れろ、おちょくれ、踏み外せ：性と身体をめぐるクィアな対話』朝日出版社、2023年。ISBN　978-4-255-01348-0

## 音楽作品
- 無伴奏混声合唱のための「青空について」(2002)
- 無伴奏混声合唱のための「たべもののうた？」(2007)
- 男声合唱とピアノのための「どうぶつのうた？」(2009 / 詩：木坂涼)
- 混声合唱とピアノのための「どうぶつのうた？」(詩：木坂涼)　音楽之友社から出版[9]
- 混声合唱とピアノのための「さよなら、ロレンス」(2011 / 詩：四元康祐)　音楽之友社から出版[8]
- 「蝶 はばたく朝」(詩：成本和子)　(2014年にこの曲を含む作品 混声合唱組曲「蝶 はばたく朝」として演奏)
- 混声合唱組曲「沈黙のありか」(2011 / 詩：牟礼慶子)　音楽之友社から出版[10]
- 混声合唱曲「どのことばよりも」(2011 / 詩：牟礼慶子)　Miela Harmonijaから出版
- 女声合唱とピアノのための「おてんきのうた？」(2013 / 詩：木坂涼)　Miela Harmonijaから出版[11]
- 混声合唱とピアノのための「コーラス」(2013 / 原詩：Jack Kerouac(ジャック・ケルアック)　訳詩：池澤夏樹、高橋雄一郎)[12]
- 混声合唱曲「春の天使」(2014 / 詩：みなづきみのり)
- 男声合唱とピアノのための「始原の蛇」(2014 / 詩：高岡修)　Miela Harmonijaから出版
- 混声合唱組曲「太陽と海と季節が」(2014 / 詩：高野民雄)　Brain Musicから出版
- 混声合唱とピアノのための「かなでるからだ」(2015 / 詩：みなづきみのり)　音楽之友社から出版[13]
- 混声合唱とオルガンのための「最初の質問」(2015 / 詩：長田弘)
- 混声合唱曲「鼓動」(2015 / 詩：田中佐知)[14]
- 男声合唱曲「どのことばよりも」(2015 / 詩：牟礼慶子)　Miela Harmonijaから出版
- 「治癒」(2015 / 詩：征矢泰子)[15]
- 「青春」(2016 / 詩：征矢泰子)
- 「シシリアン・ブルー」(2016 / 詩：長田弘)[16]
- 女声合唱曲「どのことばよりも」(2016 / 詩：牟礼慶子)　Miela Harmonijaから出版[17]
- 「宿命」(2017 / 詩：征矢泰子)
- 「この世界のぜんぶ : 混声合唱曲」(2020 / 詩：池澤夏樹) [18]
- 「この日々を、この時代を」(詩：里乃塚玲央)